# Installable File System
Das Installable File System Framework ist eine Betriebssystem-Komponente, die es erlaubt, dass Anwendungsprogramme über eine zentrale Schnittstelle nur ein Dateisystem sehen und damit umgehen müssen, auch wenn das Betriebssystem dabei über verschiedene Treiber auf verschiedene Dateisysteme zugreifen muss.

## Situation vor IFS
In MS-DOS gibt es kein solches Framework. Anwendungsprogramme verwenden den Betriebssystem-Aufruf INT 21H, um das FAT-Dateisystem zu verwenden. Ein Treiber eines weiteren Dateisystems muss diesen Aufruf auf sich umleiten, dann prüfen, ob er für das Bearbeiten zuständig ist (also auf eine Datei zugegriffen wird, die in seinem Dateisystem liegt), und den Aufruf abarbeiten – oder (bei nicht-zuständig) den Aufruf an die ursprüngliche Bearbeitungs-Routine weiterreichen.
Wenn mehrere solche Treiber geladen werden sollen, kann es zu Schwierigkeiten kommen:
- Hält sich ein Treiber A für einen Aufruf für „zuständig“, ohne es zu sein, so schlägt der Aufruf meist fehl, und der eigentlich zuständige Treiber B erhält keine Chance – der fehlerhafte Treiber A weiter vorne in der „Kette“ reicht den Aufruf nicht weiter.
- Klinkt sich ein Treiber an den Beginn der Kette ein, leitet aber (bei nicht-zuständig) gar nicht oder nicht korrekt an nachfolgende Treiber weiter, so sind diese abgeschnitten.
- Hardware-nahe Programme setzen teilweise voraus, dass ein Datei-Zugriff ein FAT-Zugriff bedeutet, und schlagen fehl, wenn ein anderer Treiber einspringt.

Häufige Treiber für diese Dateisystem-Treiberkette sind Treiber für CD-ROM-Dateisysteme (auch DVD u. ä.) sowie „Network Redirector“-Treiber, welche Netzwerk-Ressourcen als lokale Laufwerke einblenden.

## Einführung von IFS
Unter Windows 3.x ist sowohl obige DOS-Methodik möglich, als auch zwei Network Redirectors, wovon einer der „Microsoft Windows Network Redirector“ sein muss.
Erst mit Microsoft Windows 95 (sowie IBM OS/2) wurden sämtliche Dateisystem-Zugriffe zusammengefasst im Installable File System (IFS) Manager, der beliebig viele Treiber für lokale Laufwerke/Dateisysteme und Netzwerk-Einblendungen verwalten kann.